# Lars Elvius
Lars Elvius, eller Laurentius Petri Elfvius, född i Älvdalen 1624, död 22 november 1696, var en svensk präst. Elvius var kyrkoherde i Älvdalen i Dalarna under 1600-talets senare hälft. Elvius förhör med den unga vallflickan Gertrud Svensdotter kom att bli startskottet för de svenska häxprocesserna under det stora oväsendet.

## Biografi
Lars Elvius var son till kyrkoherde Petrus Sudermannus (död 1657) och Anna Hansdotter (död 1664) samt systerson till Gustaf Elvius. Han antogs som amanuens till biskop Olaus Laurelius och studerade 1651-1653 vid Västerås, där han beskrivs som en skicklig sångare och student i musik. 
Han övertog efter sin fars död tjänsten som pastor i Älvdalen, och hade tjänsten från 1658 till sin död 1696. 
År 1668 förhörde han vallflickan Gertrud Svensdotter, som påstods ha vallat sina får över vattnet. Under förhör med Elvius bekände hon att hon hade varit besökt Djävulen i Blåkulla, och att det var Märet Jonsdotter som hade fört henne, och flera andra barn i bygden, dit. Lars Elvius vidarebeordrade hennes vittnesuppgifter till myndigheterna och det hela ledde till en kedjereaktion av anklagelser som först orsakade häxprocessen i Älvdalen och i förlängningen det stora oväsendets häxjakt i många delar av Sverige. Elvius deltog också själv i förhören av de misstänkta under häxprocessen i Älvdalen.  
Herdaminnet sammanfattar hans deltagande i häxprocesserna: 
"Hade en tid lugn och nöje på denna sin fädernesort, men en bedröflig tid kom med det ryktbara trolldoms-wäsendet, och att han i synnerhet fick uppbära ledsamhet och arbete deraf war naturligt, då smittan begynte i hans församling. Det första, som i saken omtalades, säges warit, att under påstående gudstjenst i kyrkan hade några sett en qwinna helt wackert med sina getter spatsera öfwer elfwen på wattnet. Snart uppkommo mångfaldiga berättelser om allt swårare saker, och den bedröfliga utgången deraf för många är bekant. Elfvius war ömsinnad och led dubbelt deraf, både af satans magt och konster, på hwilka han starkt trodde, och de olyckliga, dem han beklagade såsom sina förlorade åhörare. Trött och nedslagen sökte han hos Konungen att blifwa flyttad till en hyggligare ort, och werkligen befallte Konungen att han skulle hugnas med det lediga pastoratet i Ihrsta. Biskopen ansåg det orätt, att den, som warit närmast och med ifrån början och bäst kände det onda, skulle afgå ifrån orten. Likwäl måste han hafwa förbättring i sina wilkor, hwarföre han ock 1671 fick transport till detta pastorat, der han dock sedan i samma sak måste gifwa sitt biträde wid alla ransakningar, som skedde i de öfra socknarna. War 1675 Fullmägtig på riksdagen. Oberäknad hans widskepliga tro, gemensamt med Biskopen och alla hans medbröder, om trollsaken, war han en hederlig prest."
Han gifte sig 8 januari 1653 med Margareta (död 1695), dotter till kyrkoherden i Bro, Widichinnus Laurentii. Paret fick fem barn, av vilka Johannes Laurentii Elvius (1661-1715) efterträdde honom som kyrkoherde i Älvdalen.